# Hardi
Hardi International A/S er en dansk virksomhed, der fremstiller forskellige sprøjteteknologier, især sprøjter til landbruget. Hardi blev grundlagt i 1957, og har i dag 1.050 medarbejdere på verdensplan, hvoraf omkring 575 er ansat i Danmark. Hovedkontoret ligger i Nørre Alslev. Derudover har virksomheden afdelinger i Frankrig, Spanien, Australien og Nordamerika.
Hardi producerer industrielle sprøjteudstyr, håndholdte sprøjter til eksempelvis havebrug og sprøjter i landbruget, og deres produkter sælges i over 120 lande.
I 2011-2012 steg virksomhedens omsætning 20 procent.

## Historie
Hardi blev grundlagt i 1957 af Hartvig Jensen, og året efter blev der etableret en fabriksbygning i Glostrup. En ny fabrik til produktion stod klar i Nørre Alslev i 1971.
I 1987 og 1988 opkøbte man henholdsvis Evrard i Frankrig og Ilemo i Spanien. I 1989 byggede man et nyt hovedsæde i Taastrup.
I 1995 opkøbte Hardi Cooper Pegler, der producerede håndbetjente sprøjter. To år senere blev Hardi købt af Auriga Industries, og i 1998 etablerede man en fabrik i Australien. I 1999 købte Hardi Pommier, der også fremstillede sprøjteudstyr.
I 2007 overtog det franske firma Exel Hardi.
I maj 2016 samlede man produktion og administration under ét tag i Nørre Alslev, hvor man tidligere havde haft ca. 400 ansat i produktionen.